# Unión Protestante

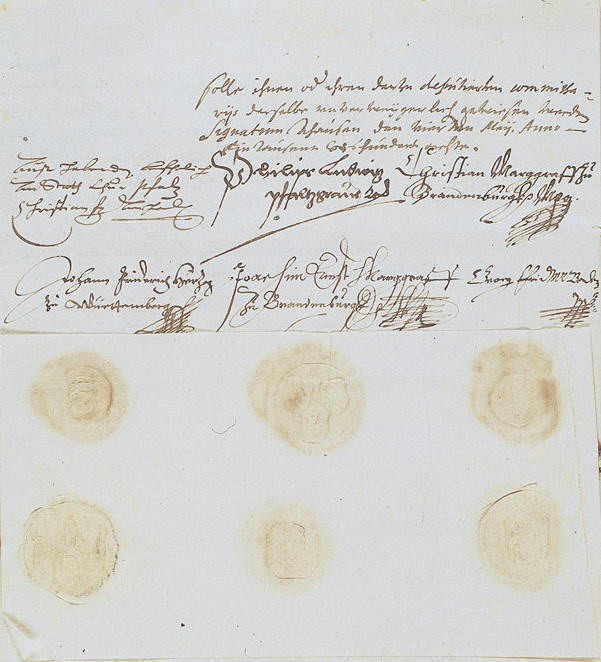
Acta de la Unión Protestante, 14 de mayo de 1608.

En color azul los miembros de la Unión Protestante en 1610

La Unión Protestante (en alemán: Protestantische Union), también conocida como Unión Evangélica, Unión de Auhausen, Unión alemana o el Partido Acción protestante, fue una coalición de Estados protestantes alemanes. Se formó el 14 de mayo de 1608 por Federico IV del Palatinado, con el fin de defender los derechos, las tierras y la seguridad de cada miembro. Se incluyeron tanto Estados calvinistas como luteranos. La Unión luchó contra la Liga Católica en la Guerra de los Treinta Años, pero militarmente era inferior a ella. Se negó a apoyar a su líder, el elector Federico V (elector del Palatinado desde 1610), en la revuelta de Bohemia, concluyó un acuerdo de neutralidad con la Liga y se disolvió en 1621.

## Historia
La Unión se formó después de dos eventos. En primer lugar, el emperador Rodolfo II y el duque Maximiliano I restablecieron el catolicismo en Donauwörth en 1607. En segundo lugar, una mayoría de la Dieta Imperial había decidido en 1608 que la renovación de la Paz de Augsburgo de 1555 debía estar condicionada a la restauración de todas los territorios de la iglesia apropiados desde 1552. El Paz de Augsburgo fue firmado el 25 de septiembre de 1555 con el objetivo de finalizar con los conflictos desatados entre el emperador (intentado restaurar la unidad católica desde el inicio de su coronación), y los príncipes alemanes protestantes. Ellos se reunieron en Auhausen, cerca de Nördlingen, y formaron una coalición de Estados protestantes bajo el liderazgo de Federico IV, el 14 de mayo de 1608. En respuesta, los católicos organizaron la Liga Católica (1609) al año siguiente, encabezada por el duque Maximiliano de Baviera.
Los miembros de la Unión protestante eran el Palatinado, Palatinado-Neoburgo (la abandona en 1614 por la conversión al catolicismo de Wolfgang Guillermo), Wurtemberg, Baden-Durlach, Ansbach, Bayreuth, Anhalt, Zweibrücken, Oettingen, Hesse-Kassel, Brandeburgo y las ciudades libres de Ulm, Estrasburgo, Núremberg, Rothenburg, Windsheim, Schweinfurt, Weissenburg, Nördlingen, Schwäbisch Hall, Heilbronn, Memmingen, Kempten, Landau, Worms, Espira, Aalen y Giengen.
Sin embargo, la Unión protestante se debilitó desde el principio por la no participación de varios gobernantes protestantes alemanes poderosos, en particular el elector de Sajonia. La Unión también fue acosada por las luchas internas entre sus miembros luteranos (Martín Lutero) y calvinistas.
En 1619, Federico V del Palatinado aceptó la corona de Bohemia, en oposición al Santo Emperador Romano germánico Fernando II. El 3 de julio de 1620, la Unión Protestante firmó el Tratado de Ulm, declarando la neutralidad, y se negó a apoyar a Federico V. En enero de 1621, Fernando II impuso una prohibición imperial sobre Federico V y se confirió su derecho a elegir emperador a Maximiliano. El Palatinado electoral también perdió el Alto Palatinado en favor de Baviera. La Unión Protestante se reunió en Heilbronn en febrero y formalmente protestó por las acciones de Fernando. El emperador hizo caso omiso de esta queja y ordenó a la Unión Protestante que disolviera su ejército. Los miembros de la Unión cumplieron con la demanda de Fernando bajo el acuerdo de Maguncia, y el 24 de mayo de 1621 se disolvió formalmente.
Una unión aparte y sin conexión con ésta surgió el 23 de abril de 1633 tras la batalla de Lützen (1632), la Liga de Heilbronn, la cual se alió con Francia y Suecia durante la guerra de los Treinta Años para luchar contra el Sacro Imperio Romano Germánico.

## Directrices de la Unión protestante
Con la intención de reforzar la seguridad proporcionada por la Paz de Augsburgo (también llamada "Paz de las religiones"), los protestantes formaron la Unión en 1608. Sus líderes crearon directrices y acuerdos de vivir por los siguientes:
1. Cada miembro guardará de buena fe el orden y sus herederos, la tierra y la gente, y nadie entrará en ninguna otra alianza.
2. Cada miembro de la Unión debe mantener una correspondencia secreta con eficacia para informarse mutuamente de todos los asuntos peligrosos y ofensivos que pueden amenazar a los herederos, la tierra y la gente de cada uno, y para este fin, todos se mantendrán en buen contacto entre sí.
3. Siempre que se presenten asuntos importantes que conciernan al bienestar de la Unión, los miembros de la Unión contribuirán con consejos fieles con el fin de mantener todos y cada uno tanto como sea posible.
4. El deseo de la Unión en cuestiones relativas a las libertades y las altas jurisdicciones de los electores alemanes y Estados debe ser presentado y pulsa en asambleas Círculo Imperial y el Imperial posteriores, y no sólo dejó a correspondencia secreta entre sí.
5. La Unión no afectará a nuestro desacuerdo en varias cuestiones de la religión, pero que a pesar de estos, se han puesto de acuerdo para apoyarse mutuamente. A ningún miembro le está permitido que ataque a cualquier otro en los libros o a través del púlpito, ni que dé motivo de cualquier violación de la paz, mientras que al mismo tiempo quedan intactos los derechos del teólogo de la disputa para afirmar la palabra de Dios.
6. Si uno de los miembros de la Unión es atacado, los restantes miembros de la Unión entrarán inmediatamente en su ayuda con todos los recursos disponibles.